# Umbilicus rupestris
Umbilicus rupestris là một loài thực vật có hoa trong họ Crassulaceae. Loài này được (Salisb.) Dandy miêu tả khoa học đầu tiên năm 1948.